# Camilo García de Polavieja
 (février 2024).
Si vous disposez d'ouvrages ou d'articles de référence ou si vous connaissez des sites web de qualité traitant du thème abordé ici, merci de compléter l'article en donnant les références utiles à sa vérifiabilité et en les liant à la section « Notes et références ».
Camilo García de Polavieja y del Castillo, né à Madrid le 13 juillet 1838 et mort le 5 janvier 1914, est un militaire et politique espagnol.

## Biographie
Il rentre dans l'armée en 1858 et se fait remarquer par ses mérites au cours de la guerre d'Afrique et de la guerre de Cuba. Plus tard il lutte dans la troisième guerre carliste en Catalogne. En 188* il est nommé capitaine général d'Andalousie. Il est ensuite envoyé à Cuba, à Porto Rico puis aux Philippines, où il exerce à chaque fois les charges de capitaine général. À Cuba il démissionne en raison de divergences avec Romero Robledo, étant lui-même partisan de solutions conciliatrices. Aux Philippines c'est lui qui ordonne l'exécution du leader nationaliste José Rizal.
Sur le plan politique, après le désastre de 1898, il propose une politique dans la veine régénérationniste, qu'il dévoile au public dans un manifeste le 1er septembre 1898. Il défend la nécessité de réaliser certaines réformes déterminées dans l'administration publique et la décentralisation administrative qui sont, en partie, vues d'un œil bienveillant par la bourgeoisie catalane. Poursuivant ses desseins, il fonde la Junta Regional de Adhesiones al Programa del General Polavieja (« Junte régionale d'adhésion au programme du général Polavieja »), qui fait long feu faute de soutiens extérieurs. Il est ministre de la Guerre dans le gouvernement de Francisco Silvela en 1899, mais il démissionne la même année en réaction à la forte baisse des moyens militaires établie par le ministre du budget Fernández Villaverde, qui déclenchera d'ailleurs une protestation des commerçants catalans dénommée Tancament de Caixes (en) (littéralement « Fermeture de caisses », les commerçants choisissant de fermer leurs boutiques afin de ne pas payer de taxes et ainsi exercer une pression sur l'État).
En 1904 il est nommé Chef d'État-major par Alphonse XIII et en 1906 président du conseil suprême de Marine et de Guerre. Il est également membre de la Real Academia de la Historia.

## Expérience militaire à Cuba (1863-1878)
En 1863, Camilo Polavieja obtient son transfert à Cuba, le plus important des derniers territoires coloniaux appartenants à l'Espagne après les mouvements d'émancipation hispano-américains (1808-1825). Il participe alors à la Guerre de Restauration (1863-1865) face aux indépendantistes dominicains après la déclaration de ré-annexion à l'Espagne par le président Pedro Santana.

### La Grande Guerre (1868-1878)
À cause d'une maladie hépatique incompatible avec le climat tropical, Camilo Polavieja fait plusieurs aller-retour en métropole. Après plusieurs mois de convalescence il est de retour à Cuba au printemps 1869. Le 10 octobre 1868, sous l'égide de Carlos Manuel de Céspedes, les indépendantistes cubains s'étaient alors levés en armes initiant la première guerre d'indépendance cubaine. Cette guerre est connue sous le nom de Guerre de Dix Ans dans l'histoire espagnole ou de Grande Guerre dans l'histoire cubaine (1868-1878). Au sein de l'armée espagnole, Camilo Polavieja lutte contre les indépendantistes cubains jusqu'en 1873. Cette année-là, il rentre en métropole après avoir été blessé au combat. Après son rétablissement il participe à la Troisième guerre carliste (1872-1876) sous le commandement d'Arsenio Martínez-Campos Antón, bras armé de la Restauration monarchique. À la fin de cette guerre civile, il est renvoyé à Cuba afin de rétablir l'ordre colonial face à la guerre d'indépendance qui s'éternise. Toujours sous les ordres d'Arsenio Martínez-Campos, il arrive à Cuba en novembre 1876. Après plusieurs mois de présence sur l'ile, à la tête de la Troisième Brigade, le brigadier Camilo Polavieja est notamment chargé de la persécution d'Antonio Maceo y Grajales. Ce dernier, classé comme « libre de couleur » dans la société coloniale espagnole, s'est engagé dans la lutte indépendantiste comme simple soldat dès octobre 1868. Il a acquis du prestige militaire et grimpé les échelons de la hiérarchie militaire grâce à ses nombreuses victoires militaires. À cette période, il était un chef important de l'Orient cubain, région avec la plus importante proportion de « libres de couleur », des afro-descendants émancipés victimes de ségrégation. Entre la fin de l'année 1877 et le début de l'année 1878 il atteint même le plus haut grade militaire : Mayor General.

### La protestation de Baraguá
Alors que la région centrale de l'île, plus conservatrice, s'est rendue sous les conditions du pacte de Zanjón le 10 février 1878, l'Orient cubain résiste toujours à l'armée coloniale espagnole. Des commissions sont envoyées afin de prévenir de la reddition et des conditions de celle-ci. Le Mayor General Antonio Maceo, à la tête de la Première Division de l'Orient — correspondant aux régiments de Santiago de Cuba et Guantánamo — apprend la nouvelle le 18 février. Il s'oppose immédiatement aux conditions de capitulation. Le 21 février 1878, il écrit à Arsenio Martínez-Campos, devenu Gouverneur et Capitaine général de l'île de Cuba, chargé des forces armées. Antonio Maceo réclame une entrevue afin de discuter des avantages d'une « paix sans indépendance ». S'ensuivent alors des discussions entre indépendantistes cubains et forces coloniales espagnoles.
Après avoir traqué les forces d'Antonio Maceo au début de l'année 1878, Camilo Polavieja participe activement aux négociations pour mettre fin au soulèvement indépendantiste. Il existe des correspondances écrites entre Camilo Polavieja et Antonio Maceo. Le 14 mars 1878, Antonio Maceo rassemble les troupes indépendantistes autour de lui. Le lendemain 15 mars, la rencontre entre Arsenio Martínez-Campos et Antonio Maceo se déroule à Baraguá. Chacun des représentants des deux camps est entouré par des officiers. Camilo Polavieja est l'un d'entre eux. Ses adversaires dépeignent de lui un portrait très négatif : ils le décrivent comme totalement ridicule, répugnant, vulgaire, incapable et soumis à l'autorité d'Arsenio Martínez-Campos. Lors de cette entrevue, Antonio Maceo et ses officiers refusent les conditions d'une paix sans indépendance ni abolition de l'esclavage : c'est la protestation de Baraguá. Les négociations sont alors un échec et la reprise des hostilités est actée pour le 23 mars 1878.

## Gouverneur de Santiago de Cuba (1879-1881)
Malgré l'intransigeance des indépendantiste de l'Orient, la précarité morale et matérielle oblige le nouveau gouvernement présidé par Manuel Jesús de Calvar à se rendre le 28 mai 1878 sous les mêmes conditions du Pacte de Zanjón. Pour les indépendantistes, il s'agit moins d'accepter la paix et la reddition que d'accepter un temps de trêve en attente de meilleures conditions pour continuer la lutte. Cette reddition officielle du dernier gouvernement cubain en armes met fin à la Grande Guerre malgré la persistance de poches insurrectionnelles et d'un banditisme latent que les autorités confondent.

### La Petite Guerre (1879-1880)

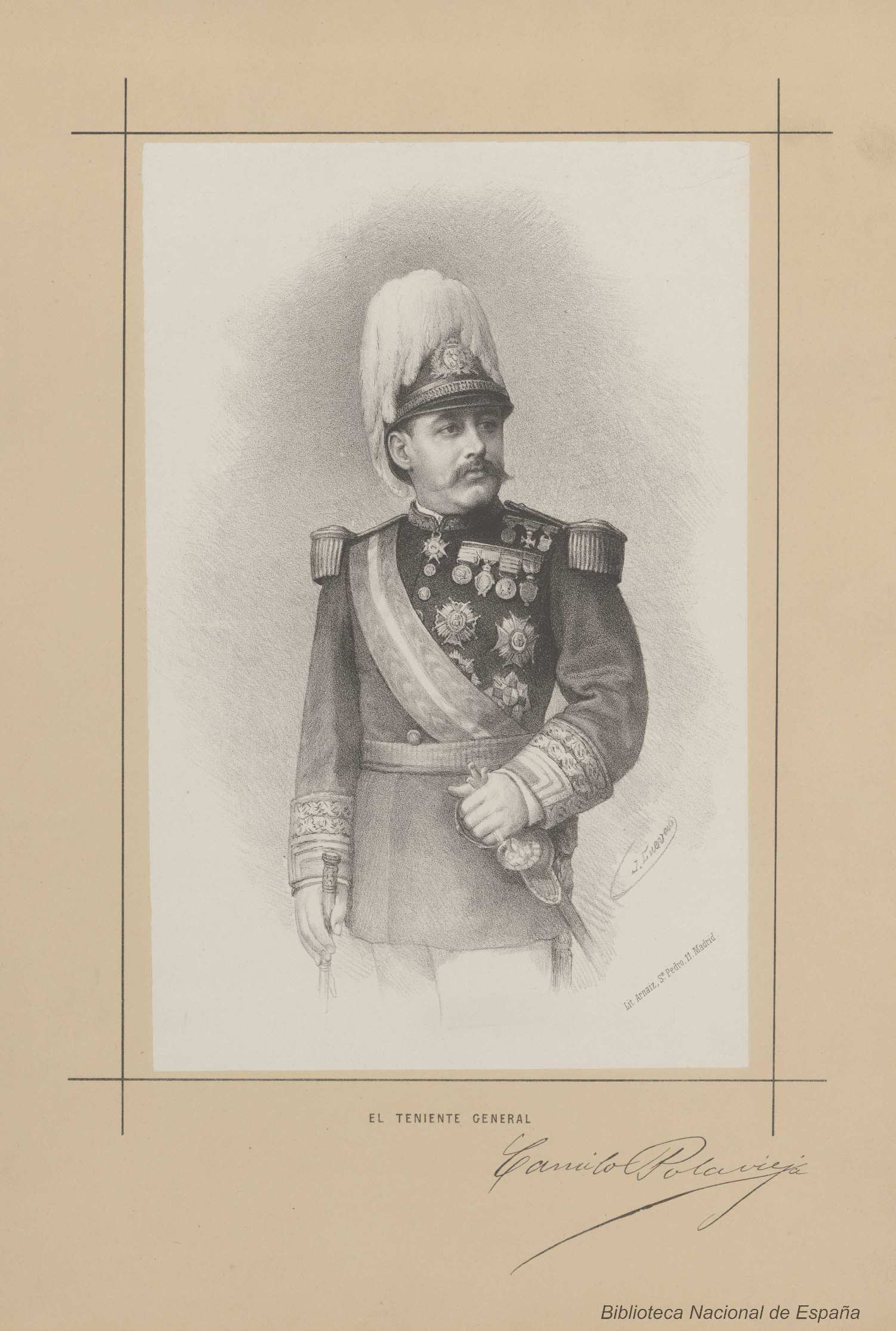
Portrait de Camilo Polavieja, vers 1881-1882

Après avoir passé un an au poste de Commandant militaire et Gouverneur civil de la région de Puerto Príncipe (juillet 1878- juin 1879), Camilo Polavieja est nommé au poste de Commandant militaire et Gouverneur civil de la région de Santiago de Cuba en juin 1879. Dès sa prise de poste, le 9 août 1879, il signale la forte probabilité d'une nouvelle insurrection indépendantiste. En effet, les 24 et 26 août 1879 les indépendantistes se soulèvent à nouveau précisément dans la région de l'Orient. C'est le début de la seconde guerre d'indépendance cubaine nommée Petite Guerre pour sa courte durée.
Les premiers mois de la guerre se caractérise par une rude campagne militaire menée par Camilo Polavieja sur le terrain. Mais la guerre change rapidement de paradigme. La précarité du mouvement indépendantiste, accentuée par la stratégie militaire et rhétorique des autorités, favorise les redditions des chefs cubains. La guerre s’achève ainsi au mois de juillet 1880, après la reddition, le 1er juin, de José Maceo et Guillermo Moncada qui représentaient les principaux groupes insurgés en armes. Pour vaincre les indépendantistes cubains, Camilo Polavieja a dévoyé l'objectif de leur lutte. Il fait du mouvement d'émancipation nationale (indépendance) et social (abolition) un mouvement racial (anti-blanc).

### Répression raciale (octobre-décembre 1880)
La « pacification » de la Petite Guerre octroie à Camilo Polavieja un prestige d’ampleur. Il accède ainsi au grade de Teniente General (Lieutenant Général). Ce nouveau statut de pacificateur lui impose de maintenir l’ordre d’une main de fer afin d'éviter toute nouvelle crise cubaine pour satisfaire le gouvernement péninsulaire de Restauration monarchique, né notamment autour de cercles intellectuels colonialistes comme La Liga Nacional, co-fondée par Antonio Cánovas del Castillo.
En octobre 1880, de retour de trois mois de convalescence aux États-Unis, Camilo Polavieja exprime être sur la piste d'une nouvelle conspiration. Considérant l'indépendance de Cuba comme un « cauchemar », cette peur se transforme rapidement en rumeur conspiratoire. Dans la lignée de sa rhétorique de détournement de l'objectif indépendantiste lors de la Petite Guerre, cette nouvelle conspiration, soi-disant menée par les « gens de couleur » (les personnes racisées), viserait « la guerre de race et d'extermination ». Cette « conspiration raciale » supposée, ou « conspiration de la race de couleur » comme l'appelle Camilo Polavieja, était, selon lui, imminente lorsqu'il écrit, le 10 décembre 1880, à son supérieur hiérarchique, le Gouverneur et Capitaine général de Cuba, Ramón Blanco y Erenas.

#### L'armée au service du maintien de l'ordre public
Dans le régime de Restauration monarchique, le rôle de l'armée est défini comme celui de défendre la patrie contre les « ennemis extérieurs et intérieurs ». Dans le cadre colonial, le maintien de l'intégrité nationale se fait par le maintien du statu quo colonial et par la lutte contre les mouvements émancipateurs et anti-coloniaux. Camilo Polavieja use de cette institution militaire pour parvenir à ses fins. En tant que gouverneur régional il est chargé du maintien de l'ordre public. Il prend ainsi l'initiative de faire des propositions au gouverneur général.
Il défend plusieurs mesures de maintien de l'ordre : la concentration des populations civiles (afin de contrôler les habitants, le territoires et les ressources, politiquement et économiquement) ; l'établissement d'une occupation militaire (il écrit : « la paix ne sera uniquement préservée, à mon avis, qu’avec l’infanterie, des chevaux et l’occupation militaire ») ; et, la mise en place de colonies militaires (déjà expérimentées lors de son mandat de gouverneur de Puerto Príncipe). En d'autres termes, il souhaite une « prolongation de la guerre dans la paix » selon l'historien François Godicheau qui a travaillé sur le concept de « guerre permanente ». C'est sur ces principes que Camilo Polavieja base sa politique répressive en tant que gouverneur de Santiago de Cuba.
Camilo Polavieja ne reste pas dans les considérations théoriques, il agit directement. Dans le contexte de cette « conspiration raciale », il s'appuie sur l'action militaire locale, se reposant sur ses amis comme José Moraleda y Sivello, commandant militaire et alcalde corregidor (maire) de Guantánamo. Camilo Polavieja semble agir seul. Il semble plutôt se méfier et est critique envers Ramón Blanco y Erenas. Il ne l'informe pas de ses agissements : son travail d'enquête et sa politique répressive mise en place pour empêcher cette conspiration. Il ne le prévient que plusieurs jours après avoir lancé son opération répressive.

#### De la «conspiration» à la répression raciale
Face à la découverte d’un projet conspiratoire représentant le désordre, les autorités se doivent de maintenir l’ordre. Dans ce contexte colonial, la remise en question de l’ordre justifie et nécessité une opération de « pacification », par la répression. La participation des populations racisées était perçue comme une transgression morale à la nation, tant espagnole que cubaine. Cette « africanisation » de la nation suggère le renversement de l’ordre social et se matérialise dans la « peur du noir » et la menace de la conspiration raciale qui traverse le XIXe siècle cubain depuis la Révolution haïtienne. Les sources de la conspiration sont en réalité celles de la répression et sont donc des sources militaro-policières. Ainsi, l’historien Jean-Noël Tardy admet que si la véracité et la matérialité de la conspiration sont incertaines, « la traque de la conspiration est une réalité ».
Pendant les mois d'octobre à décembre 1880, Camilo Polavieja enquête sur des « réunions suspectes » impliquant des vétérans indépendantistes et/ ou des personnes racialisées. Cette enquête se fait au sein d'un cadre légal particulièrement répressif envers les populations racialisées et une surveillance militaro-policière accrue de ces populations. L'enquête de Camilo Polavieja cache la réalité d'une phase préparatoire à la répression. Il fait ainsi lister toutes les personnes « suspectes » avec leurs noms et leur lieu de résidence. Cet ordre, donné le 10 novembre 1880 aux autorités locales de confiance, sans en rendre compte à sa hiérarchie, démontre la prise de décision arbitraire de la répression. Le 3 décembre 1880, toujours dans le secret, Camilo Polavieja annonce la mise en œuvre de l'opération de rafle aux autorités locales. L'opération d'arrestations arbitraires basée sur les listes de suspects est planifiée pour la nuit du 6 au 7 décembre 1880. Cette opération militaro-policière de rafle se poursuit officiellement jusqu'au 14 décembre. Cette chronologie répressive du 6 au 14 décembre 1880 tranche avec celle de la supposée conspiration du 10 décembre dénoncée par Camilo Polavieja.
Le 16 décembre 1880, le navire de guerre Almansa lève l'ancre du port de Santiago de Cuba avec à son bord 267 prisonniers accusés de mener une « guerre raciale ». Les populations racialisées représentent ainsi plus de 90 % des prisonniers alors qu'elles ne composent que 36 % à 43 % de la population totale de la région. Le 25 décembre 1880, après un transfert dans le navire marchand « Josefa » les prisonniers sont déportés sur l'ile de Fernando Póo. Alors que Camilo Polavieja réclame une déportation politique des personnes blanches en métropole pouvant jouir d'une certaine liberté, il milite pour une déportation politique définitive des personnes racialisées dans les bagnes espagnols en Afrique (aux iles Zaffarines et  de Fernando Póo). En plus de l'opération de rafle et de la déportation, les sources témoignent de poursuites de certains individus et de l'assassinat de nombreuses autres. En février 1881, 66 autres personnes sont déportées sur l'ile des Pins en relation avec la supposée « conspiration raciale ». Ainsi, la répression raciale de Camilo Polavieja a mené à plus de 330 arrestations et déportations, sans compter les dizaines de morts exécutés sommairement.

## Distinctions
- Grand-croix de l'ordre d'Isabelle la Catholique